# Ziekenhuis Oost-Limburg
Het Ziekenhuis Oost-Limburg of ZOL is een Belgisch ziekenhuis in 1995 ontstaan uit een fusie van vier ziekenhuizen: het Sint-Jansziekenhuis te Genk, het Medisch Centrum André Dumont te Waterschei (Genk), het Sint-Barbaraziekenhuis te Lanaken en het Ziekenhuis Maas en Kempen te Maaseik.
Het ZOL telt 811 erkende bedden. Er werken ongeveer 3.400 mensen, equivalent in 2018 aan 2.558 voltijds tewerkgestelden, waarvan meer dan 250 artsen. Hiermee is het een van de grotere niet-universitaire ziekenhuizen in België. Het ZOL had in 2018 een omzet van 372 miljoen euro, en behaalde daarop een positief saldo van 1,9%.  Over de vijfjarige periode 2014-2018 had het ziekenhuis een gemiddelde rentabiliteit van 1,4%.  Het eigen vermogen in verhouding tot de balans is wel relatief beperkt en bedraagt 16%.
Op de locatie in Genk waar campus Sint-Jan gevestigd is, ontwikkelden zich intussen ook andere activiteiten in het zog van het ZOL:
- Limburgse Zorgacademie (LiZa),[1] een samenwerkingsverband tussen het ZOL, HBO Verpleegkunde Genk en de Universitaire Campus Leuven-Limburg
- Kinderpsychiatrisch Centrum (KPC)[2]
- Kinderdagverblijf Wombat

De site werd intussen omgedoopt tot Synaps Park en is bestemd voor vestiging van bijkomende zorggerelateerde activiteiten.
In december 2019 werd bekendgemaakt dat het ZOL op 1 januari 2021 zal fuseren met het Ziekenhuis Maas en Kempen in Maaseik. Hiermee zou het ZOL het grootste van Limburg worden.